# Клингберг, Авраам Маркус
Авраам Маркус Клингберг (также Маркус Клинберг и Авраам Мордехай Клингберг, пол. Marek Klingberg; 7 октября 1918, Варшава — 30 ноября 2015, Париж) — израильский учёный-эпидемиолог, микробиолог и инфекционист, осуждённый за шпионаж в пользу СССР. Кавалер ордена Трудового Красного Знамени.

## Биография
Родился в Варшаве, в религиозной (хасидской) еврейской семье из Галиции. В 1935 году поступил в Варшавский университет, где изучал медицину.
После вторжения Германии в Польшу и закрытия университета в Варшаве работал в доме для еврейских детей с отклонениями в развитии, в основном с синдромом Дауна. 29 сентября 1939 года по настоянию отца бежал в Советский Союз. Его родители и брат остались в Польше и погибли в 1942 году в лагере смерти Треблинка. В СССР Маркус продолжил медицинское образование в Минске по специальности эпидемиолога и через 1,5 года был направлен работать в Лиду.
22 июня 1941 года добровольно вступил в Красную Армию, участвовал в Великой Отечественной войне, получил звание капитана медицинской службы, был ранен в правую ногу. После ранения был назначен начальником противоэпидемической части в Молотове. В июне 1943 года был направлен в аспирантуру в Москве по инфекционным заболеваниям и после освобождения части Белоруссии в конце 1943 года был назначен главным инфекционистом БССР.
По окончании войны вернулся в Польшу. Некоторое время работал в министерстве здравоохранения Польши в качестве заместителя главного инфекциониста. В 1948 году Клингберг с женой Вандой приехал в Израиль. Семья Клингбергов поселилась в Яффо. Там же Маркус познакомился профессором Давидом Эрнстом Бергманом, который начал создавать секретный институт в Нес-Ционе для разработки средств защиты от биологического оружия.
В 1983 году Клингберг в звании подполковника Армии обороны Израиля работал заместителем директора Института биологических исследований и заведующим кафедрой социальной гигиены и профилактической медицины в медицинской школе Тель-Авивского университета. Был арестован контрразведкой Шин Бет по обвинению в передаче секретной информации СССР. Работа на советскую разведку продолжалась более 20 лет.
В 1983 году на закрытом судебном процессе был приговорён к пожизненному заключению, которое было заменено на 20 лет тюрьмы за измену родине и шпионаж, однако вплоть до 1991 года факт его ареста хранился в строжайшей тайне. Семья Клингберга хранила молчание.
После выхода из тюрьмы в 1998 году (по состоянию здоровья) Клингберг был переведён под домашний арест. По окончании срока заключения в 2003 году выехал в Европу.
В последние годы жил в Париже в однокомнатной 35-метровой квартире, на левом берегу Сены. Раз в день его навещала дочь, раз в неделю он виделся с внуками. Клингберг получал от Израиля пенсию как подполковник Армии обороны Израиля, что составляло более 2 000 евро. При этом Клинберг жаловался, что этих денег очень мало — их едва хватало на оплату съёмной квартиры, питание, медицинскую страховку, лекарства и лечение в больницах.
В 2006 году Клинберг совместно со своим израильским адвокатом написал книгу воспоминаний. Эта книга была предварительно проверена израильскими цензорами на предмет отсутствия разглашения государственной тайны.
Умер 30 ноября 2015 года в Париже.

## Дело Клингберга
Клингберг был арестован в результате работы Бориса Красного, двойного агента под кодовым именем «Самаритянин», который был внедрен в Израиль КГБ СССР в 1972 году, и был перевербован ШАБАКом сразу после прибытия. В 1977 году КГБ попросил «Самаритянина» вызвать Клингберга на связь. Это и стало поводом для следствия и в дальнейшем ареста Клингберга.
В годы «холодной войны» СССР сотрудничал с арабскими государствами. Власти Израиля решили, что в результате шпионской деятельности Клингберга информация о вакцинах попала в распоряжение арабских разведслужб, что лишило страну возможности эффективно защищаться от бактериологического оружия. Ущерб, нанесённый Клингбергом Израилю, оценивается в миллионы долларов.
Журналист Йосси Мелман назвал арест Клингберга «наиболее разрушительным шпионским скандалом в истории Израиля».

## Семья
Жена Клингберга Ванда Яшинская (Адия Айзман, также эпидемиолог) умерла в 1990 году. У него остались дочь Сильвия Клингберг Бросса (род. 1948, социолог и бывшая активистка израильской крайне левой группы Мацпен, жена философа Алена Бросса) и внук Ян Бросса, род. 1980, политик, член Французской коммунистической партии). Сильвия и Ален Бросса были активистами Революционной коммунистической лиги в Париже.

## Монографии
- Ephraim F. Aharonson, Amnon Ben-David, Marcus A. Klingberg. Air Pollution and the Lung. New York: John Wiley & Sons, 1976.
- A. M. Beemer, A. Ben-David, M. A. Klingberg, E. S. Kuttin. Parasite Relationships in Systemic Mycoses. Part I: Methodology, Pathology and Immunology (Contributions to Microbiology and Immunology, Vol. 3). Basel—München—Paris—London—New York—Sydney: S. Karger, 1977.
- A. M. Beemer, A. Ben-David, M. A. Klingberg, E. S. Kuttin. Host — Parasite Relationships in Systemic Mycoses. Part II: Specific Diseases and Therapy (Contributions to Microbiology and Immunology, Vol. 4). Basel—München—Paris—London—New York—Sydney: S. Karger, 1977.
- Е. Ахаронсон, А. Бен-Давид, М. А. Клингберг. Загрязнение воздуха и лёгкие. Пер. с англ. М.: Атомиздат, 1980. — 180 с.